# Eucalyptus umbrawarrensis
Eucalyptus umbrawarrensis är en myrtenväxtart som beskrevs av Joseph Henry Maiden. Eucalyptus umbrawarrensis ingår i släktet Eucalyptus och familjen myrtenväxter. Inga underarter finns listade i Catalogue of Life.